# 哈斯洛普山
哈斯洛普山（英語：Mount Haslop），是南極洲的山峰，位於科茨地，處於洛伊山以南4公里，屬於沙克爾頓山脈的一部分，海拔高度760米，在1957年由英聯邦探險隊繪入地圖，現時由南極條約體系管理。